# Diamond Eyes
Diamond Eyes — шостий студійний альбом американського альтернативного метал-гурту Deftones, випущений 4 травня 2010 року, лейблом Reprise Records. Альбом став першим записом колективу з того моменту, як їхній контракт з лейблом Maverick Records було розірвано у 2007 році.  
Спочатку, Deftones планували випустити шостим альбомом іншу свою роботу — Eros, проте під час запису альбому бас-гітарист гурту Чі Ченг потрапив у автомобільну катастрофу. Через стан здоров'я Чі, інші учасники гурту вирішили відкласти запис Eros, замінив його бас-гітаристом американського пост-хардкор гурту Quicksand, Серджіо Вегою.   

## Теми пісень
Після трагедії, пов’язаної з аварією Ченга, Deftones хотіли створити альбом із загальною позитивною та оптимістичною атмосферою. Описуючи стан гурту під час написання альбому, Морено сказав: «Наше натхнення та єдність як гурту сильніші, ніж будь-коли раніше, і нам потрібно було направити цю енергію в нашу музику». В альбомі помітно бракувало пісень про скарги, біль або те, яке «життя відстій» — загальні ліричні теми Морено з початку 90-х. Текст пісні «Rocket Skates» містив «красиві, але жорстокі образи» і порівнювався з піснею «Knife Prty» із альбому White Pony. Deftones також вважали, що буде важко гастролювати на підтримку нового альбому зі спогадами про Ченга. Коментуючи написання пісень, Морено заявив:
Я не люблю слухати про проблеми людей — я люблю музику. З початку 90-х музику задушили цими скаргами. Замість того, щоб робити прямо навпаки і слухати The Black Eyed Peas, що просто дурнуваті, я вирішив слухати більш інструментальну музику. У цьому альбомі я дуже мало співаю про себе. Я люблю пісні, у яких я можу повністю перестати відчувати себе людиною. Я можу співати про дуже дивні речі і вони зовсім не обов’язково стосуються саме мене. Це малює картину. Я виріс слухаючи пісні таких гуртів, як The Cure, у текстах яких лише візуальні образи та жодної історії.

## Список композицій
Автор музики і слів Deftones. 
| #     | Назва                     | Тривалість |
| ----- | ------------------------- | ---------- |
| 1.    | «Diamond Eyes»            | 3:09       |
| 2.    | «Royal»                   | 3:31       |
| 3.    | «CMND/CTRL»               | 2:26       |
| 4.    | «You've Seen the Butcher» | 3:34       |
| 5.    | «Beauty School»           | 4:50       |
| 6.    | «Prince»                  | 3:37       |
| 7.    | «Rocket Skates»           | 4:18       |
| 8.    | «Sextape»                 | 4:02       |
| 9.    | «Risk»                    | 3:37       |
| 10.   | «976-EVIL»                | 4:32       |
| 11.   | «This Place Is Death»     | 3:46       |
| 41:15 |                           |            |

| Online pre-order bonus track | Online pre-order bonus track | Online pre-order bonus track |
| #                            | Назва                        | Тривалість                   |
| ---------------------------- | ---------------------------- | ---------------------------- |
| 12.                          | «Rocket Skates» (M83 Remix)  | 5:45                         |
| 46:57                        |                              |                              |

| iTunes deluxe edition | iTunes deluxe edition                  | iTunes deluxe edition |
| #                     | Назва                                  | Тривалість            |
| --------------------- | -------------------------------------- | --------------------- |
| 12.                   | «Do You Believe» (кавер The Cardigans) | 3:29                  |
| 13.                   | «Ghosts» (кавер Japan)                 | 4:29                  |
| 14.                   | «Caress» (кавер Drive Like Jehu)       | 3:35                  |
| 52:45                 |                                        |                       |

## Учасники запису
| - Чіно Морено — вокал, гітара - Стівен Карпентер — гітара - Френк Дельгадо — клавішні, семпли, ді-джей - Серджіо Вега — бас-гітара - Ейб Канінгем — ударні - Френк Меддокс — арт-директор, дизайнер - Джон Росс — фото сови - Тім Макгарр — фото гурту | - Кейт Армстронг — асистент зведення - Девід Бенвеніста — А&R - Пол Фіґероа — запис, звукорежисер - Тед Дженсен — мастеринг - Нік Карпен — асистент зведення - Кріс Лорд-Алґе — зведення - Нік Рескаленікс — продюсер, зведення - Андрій Шуберт — додатковий звукорежисер - Бред Таунсенд — додатковий звукорежисер - Том Воллі — виконавчий продюсер - Кевін Вілліансон — А&R Warner Bros. Records |